# ヘイモ・ハイット
ヘイモ・ヴェルネリ・ハイット（Heimo Verneri Haitto, 1925年5月22日 - 1999年6月9日）は、フィンランド出身のヴァイオリン奏者。
ルオコラハティの生まれ。5歳の時に屋根から雪の吹き溜まりに飛び移ろうとして足を骨折し、しばらく安静にしなければならなくなった時にヴァイオリンに出会う。アマチュアの音楽家だった父親にヴァイオリンの手ほどきを受け、9歳の時にヴィ―プリ音楽院のオーディションを経てボリス・シルポに住み込みで弟子入りするようになった。1939年にはヘルシンキでデビューを飾り、ロンドンでブリティッシュ・カウンシル主催の国際ヴァイオリン・コンクールで優勝を果たした。またその年のうちにハイットのための映画「小さなフィドル弾き」が制作され、その映画に出演。しかし冬戦争が勃発したため、ノルウェーやスウェーデンでフィンランド赤十字のための慈善演奏旅行を行った。その時、オスロのフィンランド大使館の伝でアメリカにも演奏旅行に出て、そこで得た10万ドルの収益をフィンランドに寄付した。その後、1941年にアメリカ映画の「ザ・ハード・ボイルド・カナリア」に本人役で出演している。1942年に師のシルポと共にアメリカに移住し、ピーター・メレンブルムに師事。1943年には市民権を得てアメリカ海軍に志願。1945年にはチェロ奏者のビバリー・レベックと結婚し、後にロサンゼルス・フィルハーモニー管弦楽団に所属したが、無断欠勤や賭博の借金などを理由に解雇されることとなった。レベックと離婚後は、1964年からフィンランド人女優のマルヤ゠リーサ・ニスラと結婚したが1966年に離婚。師のシルポの死去を機に演奏活動を停止し、浮浪者として生活するようになった。1976年にフィンランド人ジャーナリストのエヴァ・ヴァスタリと出会って結婚してから演奏活動を再開し、1979年にフィンランドに戻ってラハティ音楽院の講師となった。1995年に病気のために引退。
1999年に療養先のマルベーリャにて死去。